# Саймон Джонс
Саймон Джонс (англ. Simon Robin David Jones; нар. 29 липня 1972, Ліверпуль, Англія) — британський музикант, найбільш відомий, як бас-гітарист гурту «The Verve».